# Chris Clements
Chris Clements es un director de animación que trabaja en Los Simpson y ha dirigido trece episodios de la misma. Antes de eso, fue el diseñador de personajes de la serie animada. El segundo episodio que él dirigió, «The Haw-Hawed Couple», fue nominado para un Premio Emmy en 2007 como Programa Sobresaliente de animación (menos de una hora).

## Trabajos enLos Simpsons
| Año  | Título original                                   | Título en Hispanoamérica                       | Título en España                                   | Temporada | Episodio |
| ---- | ------------------------------------------------- | ---------------------------------------------- | -------------------------------------------------- | --------- | -------- |
| 2003 | Dude, Where's My Ranch?                           | ¿Dónde está mi rancho?                         | Colega, ¿dónde está mi rancho?                     | 14        | 18       |
| 2006 | The Haw-Hawed Couple                              | Extraña pareja                                 | La Pareja ja, ja                                   | 18        | 8        |
| 2008 | Papa Don't Leech                                  | Papá, no traiciones                            | Papá, no me chupes la sangre                       | 19        | 16       |
| 2009 | Gone Maggie Gone                                  | Maggie se ha ido                               | Adiós Maggie, adiós                                | 20        | 13       |
| 2010 | Million Dollar Maybe                              | Tal vez un millón de dólares                   | Million Dollar Homi                                | 21        | 11       |
| 2011 | Moms I'd Like to Forget                           | Mamás que quisiera olvidar                     | Mamás a las que me gustaría olvidar                | 22        | 10       |
| 2011 | The Great Simpsina                                | La Gran Simpsina                               | La Gran Simpsina                                   | 22        | 18       |
| 2012 | The D'oh-cial Network                             | La red social                                  | La red jo-cial                                     | 23        | 11       |
| 2012 | A Totally Fun Thing That Bart Will Never Do Again | Algo muy divertido que Bart no volverá a hacer | Una cosa divertidísima que Bart no volverá a hacer | 23        | 19       |
| 2013 | A Test Before Trying                              | Una prueba antes de intentarlo                 |                                                    | 24        | 10       |
| 2013 | Pulpit Friction                                   | Fricción en el pulcro                          |                                                    | 24        | 18       |
| 2014 | Married to the Blob                               | Casada con la mancha                           |                                                    | 25        | 10       |
| 2014 | Luca$                                             | Luca$                                          | Luca$                                              | 25        | 17       |
| 2015 | Walking Big & Tall                                | Caminando grande y alto                        |                                                    | 26        | 13       |